# VVVVVV
VVVVVV est un jeu vidéo de plates-formes et de réflexion en deux dimensions créé par le game designer d'origine irlandaise Terry Cavanagh. Il est développé à l'aide du logiciel Adobe Flash et sort le 11 janvier 2010 sur Microsoft Windows et Mac OS X. Il est ensuite réécrit en C++ par Simon Roth en 2011 et est proposé dans la 3e édition du Humble Indie Bundle, une opération proposant à la vente une série de jeux vidéo indépendants à prix libre. Le portage en C++ permet la sortie, auparavant annulée, de VVVVVV sur Linux. Une version sort également sur l'eShop de la Nintendo 3DS. Celui-ci aura besoin des fichiers des versions Microsoft Windows, Mac OS X ou Linux pour fonctionner.
Le jeu propose d'incarner Viridian, capitaine d'un engin spatial, perdu dans une autre dimension à la recherche des membres de son équipe. Le joueur ne peut pas sauter, mais à la place inverser le sens de la gravité, ce qui permet au capitaine Viridian de marcher tantôt au sol, tantôt au plafond. Le style graphique est très inspiré par celui du Commodore 64 ; de la même manière également, les musiques du jeu fonctionnent sur le principe du chiptune, c'est-à-dire qu'elles sont réalisées directement par le hardware de la machine. Magnus Pålsson, qui les a composées, a sorti la bande originale du jeu sous le nom de PPPPPP.
Le code source du jeu est rendu public le 10 janvier 2020 sur la plateforme GitHub. Seul le code source est rendu public, les ressources graphiques et audios restent propriétaires.

## Cadre

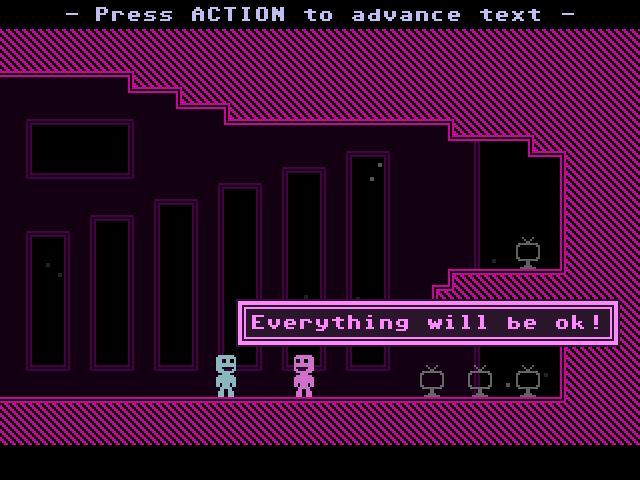
Le capitaine Viridian doit retrouver ses coéquipiers.

Le joueur contrôle le capitaine Viridian qui, au début du jeu, doit évacuer le vaisseau spatial avec son équipage (dont les noms commencent également par la lettre « V », à savoir Vermilion, Verdigris, Violet, Vitelari et Victoria) du fait d'une « interférence dimensionnelle » affectant celui-ci. Ils parviennent à s'échapper grâce à un téléporteur présent sur le vaisseau, mais le capitaine se retrouve séparé des autres. De retour à bord, il apprend que le vaisseau a été pris au piège dans un univers parallèle appelé la « dimension VVVVVV », et que son équipe a été dispersée dans cette autre dimension. Le but du jeu est de retrouver les membres de l'équipage (un à la fin de chaque niveau) et de découvrir la raison de cette « interférence dimensionnelle ».

## Système de jeu

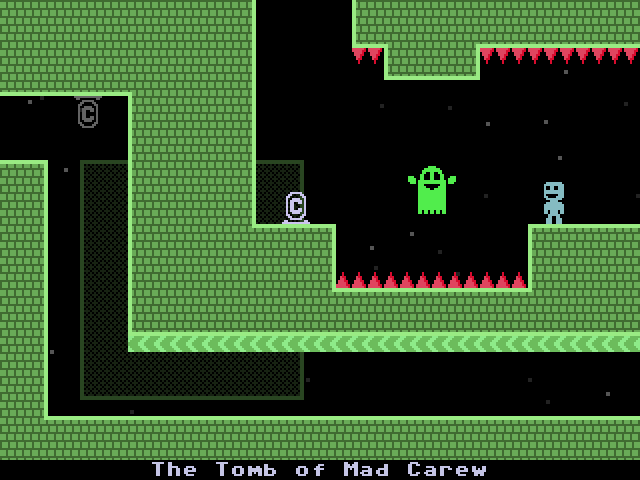
Ici, le capitaine Viridian doit éviter les « piques » rouges et le fantôme vert. L'icône marquée d'un « C » indique un point de sauvegarde automatique.

Contrairement à la plupart des jeux de plates-formes, le joueur ne peut pas sauter. En revanche, il peut inverser le sens de la gravité à condition d'être posé sur une surface, provoquant la chute du personnage sur la plate-forme opposée à lui, le plafond ou le sol,,, détournant ainsi les codes des jeux de plates-formes traditionnels. Trois touches seulement sont donc nécessaires ; deux touches directionnelles et une touche permettant d'inverser le sens de la gravité (la barre d'espace ou bien les flèches haut et bas). Le joueur utilise cette mécanique de jeu pour traverser les niveaux en évitant les divers dangers tels que des « piques » ou des ennemis en mouvement. Au fil des niveaux, de nouvelles mécaniques de gameplay sont introduites, telles que des plates-formes en mouvement ou des pièces dans lesquelles le joueur, en allant vers un bord de l'écran, apparait du côté opposé,. VVVVVV est composé de huit niveaux dans lesquels la progression est linéaire. Ils sont cependant connectés par un monde ouvert plus vaste, que le joueur peut également explorer. Le jeu requiert de la patience et beaucoup de précision, mais son niveau de difficulté élevé est compensé par de nombreux points de sauvegarde automatique desquels le joueur reprend le jeu lorsqu'il meurt,,,.
Une mise à jour sortie en 2011 sur PC contient des niveaux supplémentaires développés par des membres de la communauté du jeu dont « Notch », le créateur de Minecraft.
La version 3DS, console portable disposant de deux écrans, affiche une carte sur l'écran inférieur, et dispose de dix niveaux du jeu repris de la mise à jour sur PC, notamment celui développé par « Notch », et de huit niveaux originaux. La taille des 18 niveaux varient de 1/10 à la moitié de la taille du jeu original et se distinguent par leurs graphismes, leurs scénarios et leur level design.

## Développement

### Gameplayet graphismes

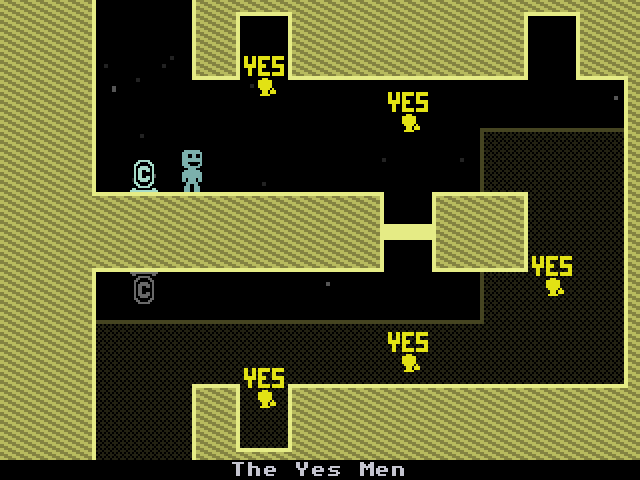
Les graphismes sont inspirés de ceux de la Commodore 64.

Le système de changement de gravité de VVVVVV est basé sur un précédent jeu de Terry Cavanagh nommé Sine Wave Ninja. Dans un entretien avec IndieGames.com, il affirme être intéressé par la création d'un jeu entièrement basé sur ce mécanisme, ce qui n'a selon lui jamais été fait dans les jeux utilisant un tel système.
Cavanagh dévoile VVVVVV sur son blog, Distractionware, en juin 2009. Le jeu est alors en développement depuis deux semaines, et il espère pouvoir le finir en deux semaines de plus. En juillet 2009, il poste sur son blog des captures d'écran du jeu et explique le mécanisme de base. Il y affirme également que VVVVVV, contrairement à ses jeux précédents comme Judith et Pathways, ne serait pas centré sur la narration mais plutôt sur le level design. Le jeu est présenté publiquement à l'édition 2009 de l'Eurogamer Expo, où Terry Cavanagh reçoit les premières impressions des joueurs. En décembre 2009, une version beta qui avait été offerte aux donateurs est diffusée sur le forum 4chan.
Les graphismes sont volontairement rétro : très peu de couleurs sont utilisées, les sprites utilisés sont les mêmes pour tous les personnages (seule la couleur change pour permettre de les distinguer) et les animations sont réduites au minimum. Les graphismes sont fortement inspirés par ceux des jeux sortis sur les ordinateurs Commodore 64 dans les années 1980 avec lesquels Cavanagh a grandi, en particulier Monty on the Run et la série Dizzy. Il a expliqué qu'il essayait de rendre ses jeux visuellement intéressants et proches des jeux avec lesquels il a grandi, car il lui manquait les compétences techniques pour faire des jeux visuellement modernes. Cela lui permet également de faire des jeux dans des limites de temps plus restreintes.

### Bande originale
La bande originale est composée par Magnus Pålsson (aussi connu sous le pseudonyme SoulEye). Cavanagh a demandé à Pålsson de composer la musique de VVVVVV après avoir joué à Space Phallus, un jeu indépendant de Charlie's Games dont il a composé l'un des morceaux. Pålsson a écrit sur le blog Distractionware qu'immédiatement après avoir joué aux jeux précédents de Cavanagh, il était « stupéfait par leur profondeur, bien qu'ils soient de petits projets à la faible durée de vie ». Pour la musique, il voulait « des chansons au tempo relevé qui resteraient dans la tête qu'on le veuille ou non, à tel point qu'on les fredonnerait lorsqu'on ne joue pas, ce qui nous donnerait encore plus envie de rejouer, ». La bande originale complète, intitulée PPPPPP est vendue séparément en téléchargement sur le site personnel de Pålsson.
À la mi-juin 2014, Magnus sort un deuxième disque de la bande son originale qu'il a coproduit avec Jules Conroy, connu sur la plateforme de vidéo YouTube sous le pseudo de « FamilyJules7X » (aujourd'hui « FamilyJules »). Appelé MMMMMM, il s'agit d'une « version metal » de la bande son dans laquelle toutes les musiques du jeu sont revisitées par FamilyJules7X à la guitare électrique. Le CD est aussi disponible en téléchargement sur le site de Pålsson.

#### Musiques du jeu

##### Autres (musiques non présentes dans la bande originale)
1. ecroF evitisoP/Positive Force reversed (présent dans le juxe-box du jeu ainsi que dans le niveau « the tower » s'il est joué en mode flip).
2. Paced Energy (présent dans l'éditeur de niveau du jeu, à partir de la version 2.0)
3. Piercing the Sky (présent dans l'éditeur de niveau du jeu, à partir de la version 2.0)

### Sortie et réécriture
VVVVVV est sorti le 10 janvier 2010 sur Windows et Mac OS X. Une version d'essai comprenant les deux premiers niveaux est jouable sur le site Kongregate. Une version pour Linux était en développement mais a été annulé par Cavanagh à cause de problèmes techniques pour le portage.
Le jeu est réécrit en C++ en 2011 par un programmeur, Simon Roth, ce qui a finalement permis le portage du jeu sur Linux. Il constitue la version 2.0 de VVVVVV, lancée le 24 juillet 2011 pour la troisième édition du Humble Indie Bundle. Cette version permet de créer et personnaliser ses propres niveaux et améliore la vitesse et la résolution du jeu. Cependant, les sauvegardes de la version Flash ne sont pas compatibles et les joueurs, ayant effectué cette mise à jour sur Steam sans qu'il y ait d'avertissement, ont perdu leurs sauvegardes. Un exportateur de fichier de sauvegarde est en cours de développement.
VVVVVV est le premier jeu que Cavanagh propose à la vente. Ses jeux précédents étaient des jeux Flash gratuits. Compte tenu de l'importance et de la taille de ce jeu comparé aux précédents, il ne voyait pas comment une commercialisation pourrait ne pas fonctionner.
Le 7 octobre 2011, une version pour Nintendo 3DS développée par Nicalis est annoncée. Elle sort le 29 décembre 2011 en Amérique du Nord et le 10 mai 2012 en Europe.
En 2012, Don't Look Back, le premier jeu de Cavanagh, doit sortir sur iOS gratuitement, cette adaptation servant de test pour une éventuelle sortie de VVVVVV sur la même plate-forme. Mais Apple rejette d'abord le jeu, reprochant la présence du message « there are no in-app purchases or any of that nonsense » (« Il n'y a pas de micro-achats dans le jeu ni aucune idiotie du genre »), qui enlève la mention en question après avoir posté un billet de blog se moquant de cette réaction.
En août 2013, Tyrone Rodriguez, le créateur de Nicalis, poste une photo sur Twitter laissant envisager un portable sur PlayStation Vita, un projet déjà envisagé puis abandonné en 2010, ce qui surprend jusqu'à Terry Cavanagh lui-même,. Le 31 août, Sony annonce le jeu officiellement sur PlayStation Vita dans une présentation donnée à Seattle.
En 2014, le jeu sort bien sur iOS, PlayStation Vita et Android, ainsi que sur Ouya, iPhone et iPad.

## Accueil
D'une façon générale, VVVVVV est bien reçu par la critique. Les sites agrégateurs de notes GameRankings et Metacritic répertorient des moyennes allant de 79,9 % à 95 % selon les versions, celle sur iOS étant de loin la plus appréciée.
Jeuxvideo.com, qui a testé la première version sur PC, salue en particulier la jouabilité « très simple [mais] redoutablement efficace » et la bande son rétro assumée. Les quelques reproches concernent les graphismes jugés moyens et la durée de vie (Gamekult l'évalue à environ deux heures, sans compter les modes bonus, la récupération de tous les objets et les niveaux supplémentaires créés par les joueurs, sur la version 3DS), tout juste correcte pour le prix. Samuel Claiborn d'IGN est également ferme sur la durée de vie, et reproche également au jeu l'absence de compatibilité de la manette, qu'il aurait préféré utiliser dans certains passages délicats. Les contrôles sur la version 3DS sont d'ailleurs, selon un autre journaliste du même site, préférables pour cette raison. Version par ailleurs dont le même aspect die and retry et l'ajout de nouveaux niveaux conçus par des fans sont appréciés. Gamekult insiste sur la qualité du level design, « usant autant de pièges vicieux que de connexions étranges (mais logiques) et de trouvailles visuelles » et apprécie la finesse de l'humour et la bande son chiptune. Le journaliste regrette cependant le comportement de l'inertie « parfois frustrante » et le prix plus élevée de la version 3DS, sortie pourtant près de deux ans plus tard. GamesRadar+ salue la qualité du level design , de la musique et des « bribes de dialogues entre membres de l'équipage terrifiés et membres membres excités ». Il conclut : « C'est un jeu soigné et joliment fait, avec beaucoup de challenge et une bonne atmosphère ».

Lucas M. Thomas d'IGN estime que le succès du jeu est dû à son nom imprononçable, à son aspect visuel inspiré par celui du Commodore 64 et à sa difficulté « diabolique », le tout centré sur une unique mécanique de jeu.